# Escaryus japonicus
Escaryus japonicus är en mångfotingart som beskrevs av Carl Graf Attems 1927. Escaryus japonicus ingår i släktet Escaryus och familjen småjordkrypare. Inga underarter finns listade i Catalogue of Life.